# Pedro Vergara
Pedro Vergara war ein chilenischer Fußballspieler. Der Abwehrspieler absolvierte sieben Länderspiele für Chile.

## Karriere

### Verein
Auf Vereinsebene spielte Pedro Vergara 1920 und 1921 bei den Santiago Wanderers in der Hafenstadt Valparaíso. 1922 lief er für den Eleuterio Ramírez FC aus der Hauptstadt Santiago de Chile auf. Noch vor den Wanderers spielte er beim La Cruz FC.

### Nationalmannschaft
Pedro Vergara debütierte für Chile beim Campeonato Sudamericano 1920. Dort absolvierte der Abwehrspieler alle drei Turnierspiele. Trotz guter Leistungen wurde Chile mit einem Unentschieden und zwei Niederlagen wieder Turnierletzter. Beim Campeonato Sudamericano 1922 nahmen erstmalig fünf Teams teil. Chile wurde wie auch bei den vorherigen Südamerikameisterschaften Letzter, nachdem das Team nur im Auftaktspiel gegen Gastgeber Brasilien einen Punkt holen konnte. Vergara stand bei allen vier Turnierpartien auf dem Platz. Kurz nach dem Turnier absolvierte er beim Freundschaftsspiel gegen Argentinien sein siebtes und letztes Länderspiel.